# Campeonato Brasileiro de Futebol Feminino de 2017
A Série A1 do Campeonato Brasileiro de Futebol Feminino de 2017 foi a 5ª edição desta competição, que é organizada pela Confederação Brasileira de Futebol (CBF).

## Formato e regulamento
O Campeonato é disputado em quatro fases: na primeira fase os 16 clubes formarão dois grupos de oito clubes cada. Os quatro primeiros de cada grupos se classificam para as quartas-de-final e o último de cada grupo serão rebaixados para a Série A2.
Na segunda fase (quartas-de-final), os clubes se enfrentam no sistema eliminatório (mata-mata) classificando-se o vencedor de cada grupo para a terceira fase (semifinal) os clubes se enfrentam no sistema eliminatório classificando-se o vencedor de cada grupo para a quarta fase (final), onde os dois clubes se enfrentam também no sistema eliminatório para definir o campeão.
1. Primeira fase: 16 clubes distribuídos em dois grupos de oito clubes cada
2. Segunda Fase (quartas-de-final): oito clubes distribuídos em quatro grupos de dois clubes cada
3. Terceira fase (semifinal): quatro clubes distribuídos em dois grupos de dois clubes cada
4. Quarta fase (final): em um grupo de dois clubes, de onde sairá o campeão

### Critérios de desempate
Em caso de empate de pontos entre dois clubes, os critérios de desempate serão aplicados na seguinte ordem:
1. Número de vitórias
2. Saldo de gols
3. Gols marcados
4. Número de cartões vermelhos
5. Número de cartões amarelos
6. Sorteio

## Participantes
| Equipe              | Cidade                 | Estado            | Em 2016 | Estádio (mando)      | Capacidade | Títulos        | Forma de Classificação   |
| ------------------- | ---------------------- | ----------------- | ------- | -------------------- | ---------- | -------------- | ------------------------ |
| Audax               | Osasco                 | São Paulo         | n/d     | José Liberatti       | 17 780     | 0 (não possui) | Campeão (Copa do Brasil) |
| Corinthians         | São Paulo              | São Paulo         | 5º      | Arena Barueri        | 31 452     | 0 (não possui) | 7º (Brasileirão)         |
| Ferroviária         | Araraquara             | São Paulo         | 3º      | Fonte Luminosa       | 20 950     | 1 (2014)       | 5º (Ranking da CBF)      |
| Flamengo            | Rio de Janeiro         | Rio de Janeiro    | 1º      | CEFAN                | 500        | 1 (2016)       | Atual campeão            |
| Foz Cataratas       | Foz do Iguaçu          | Paraná            | 6º      | Pedro Basso          | 6 968      | 0 (não possui) | 4º (Ranking da CBF)      |
| Grêmio              | Porto Alegre           | Rio Grande do Sul | n/d     | CT Hélio Dourado     | 1 500      | 0 (não possui) | 9º (Brasileirão)         |
| Iranduba            | Iranduba               | Amazonas          | 8º      | Colina               | 10 000     | 0 (não possui) | 6º (Ranking da CBF)      |
| Kindermann          | Caçador                | Santa Catarina    | n/d     | Carlos A. C. Neves   | 6 500      | 0 (não possui) | 8º (Ranking da CBF)      |
| Ponte Preta         | Campinas               | São Paulo         | n/d     | Eugênio Franceschini | 1 800      | 0 (não possui) | 8º (Brasileirão)         |
| Rio Preto           | São José do Rio Preto  | São Paulo         | 2º      | Anísio Haddad        | 14 126     | 1 (2015)       | 7º (Ranking da CBF)      |
| Santos              | Santos                 | São Paulo         | 9º      | Vila Belmiro         | 16 068     | 0 (não possui) | 2º (Brasileirão)         |
| São Francisco EC    | São Francisco do Conde | Bahia             | 7º      | Junqueira Ayres      | 3 000      | 0 (não possui) | 3º (Ranking da CBF)      |
| São José-SP         | São José dos Campos    | São Paulo         | 4º      | Martins Pereira      | 16 500     | 0 (não possui) | 1º (Ranking da CBF)      |
| Sport               | Recife                 | Pernambuco        | n/d     | Ilha do Retiro       | 32 983     | 0 (não possui) | 14º (Brasileirão)        |
| Vitória             | Salvador               | Bahia             | n/d     | Barradão             | 34 535     | 0 (não possui) | 16º (Brasileirão)        |
| Vitória das Tabocas | Vitória de Santo Antão | Pernambuco        | 10º     | Carneirão            | 8 000      | 0 (não possui) | 2º (Ranking da CBF)      |

## Estádios
| | Audax | Corinthians | Ferroviária | Flamengo |                    |
| --- | --- | --- | --- | --- | ------------------ |
| José Liberatti | Arena Barueri | Fonte Luminosa | CEFAN | |                    |
| Capacidade: 17 780 | Capacidade: 31 452 | Capacidade: 20 950 | Capacidade: 500 | |                    |
| | | | | |                    |
| Foz Cataratas | \| Santos Vitória Flamengo Ferroviária Foz Cataratas Iranduba Rio Preto São Francisco São José Vitória-PE Corinthians Audax Grêmio Kindermann Ponte Preta SportLocalização dos times já classificados por Estado. \| | \| Santos Vitória Flamengo Ferroviária Foz Cataratas Iranduba Rio Preto São Francisco São José Vitória-PE Corinthians Audax Grêmio Kindermann Ponte Preta SportLocalização dos times já classificados por Estado. \| | \| Santos Vitória Flamengo Ferroviária Foz Cataratas Iranduba Rio Preto São Francisco São José Vitória-PE Corinthians Audax Grêmio Kindermann Ponte Preta SportLocalização dos times já classificados por Estado. \| | \| Santos Vitória Flamengo Ferroviária Foz Cataratas Iranduba Rio Preto São Francisco São José Vitória-PE Corinthians Audax Grêmio Kindermann Ponte Preta SportLocalização dos times já classificados por Estado. \| | Grêmio             |
| Pedro Basso | \| Santos Vitória Flamengo Ferroviária Foz Cataratas Iranduba Rio Preto São Francisco São José Vitória-PE Corinthians Audax Grêmio Kindermann Ponte Preta SportLocalização dos times já classificados por Estado. \| | \| Santos Vitória Flamengo Ferroviária Foz Cataratas Iranduba Rio Preto São Francisco São José Vitória-PE Corinthians Audax Grêmio Kindermann Ponte Preta SportLocalização dos times já classificados por Estado. \| | \| Santos Vitória Flamengo Ferroviária Foz Cataratas Iranduba Rio Preto São Francisco São José Vitória-PE Corinthians Audax Grêmio Kindermann Ponte Preta SportLocalização dos times já classificados por Estado. \| | \| Santos Vitória Flamengo Ferroviária Foz Cataratas Iranduba Rio Preto São Francisco São José Vitória-PE Corinthians Audax Grêmio Kindermann Ponte Preta SportLocalização dos times já classificados por Estado. \| | CT Hélio Dourado   |
| Capacidade: 6 968 | \| Santos Vitória Flamengo Ferroviária Foz Cataratas Iranduba Rio Preto São Francisco São José Vitória-PE Corinthians Audax Grêmio Kindermann Ponte Preta SportLocalização dos times já classificados por Estado. \| | \| Santos Vitória Flamengo Ferroviária Foz Cataratas Iranduba Rio Preto São Francisco São José Vitória-PE Corinthians Audax Grêmio Kindermann Ponte Preta SportLocalização dos times já classificados por Estado. \| | \| Santos Vitória Flamengo Ferroviária Foz Cataratas Iranduba Rio Preto São Francisco São José Vitória-PE Corinthians Audax Grêmio Kindermann Ponte Preta SportLocalização dos times já classificados por Estado. \| | \| Santos Vitória Flamengo Ferroviária Foz Cataratas Iranduba Rio Preto São Francisco São José Vitória-PE Corinthians Audax Grêmio Kindermann Ponte Preta SportLocalização dos times já classificados por Estado. \| | Capacidade: 1 500  |
| | \| Santos Vitória Flamengo Ferroviária Foz Cataratas Iranduba Rio Preto São Francisco São José Vitória-PE Corinthians Audax Grêmio Kindermann Ponte Preta SportLocalização dos times já classificados por Estado. \| | \| Santos Vitória Flamengo Ferroviária Foz Cataratas Iranduba Rio Preto São Francisco São José Vitória-PE Corinthians Audax Grêmio Kindermann Ponte Preta SportLocalização dos times já classificados por Estado. \| | \| Santos Vitória Flamengo Ferroviária Foz Cataratas Iranduba Rio Preto São Francisco São José Vitória-PE Corinthians Audax Grêmio Kindermann Ponte Preta SportLocalização dos times já classificados por Estado. \| | \| Santos Vitória Flamengo Ferroviária Foz Cataratas Iranduba Rio Preto São Francisco São José Vitória-PE Corinthians Audax Grêmio Kindermann Ponte Preta SportLocalização dos times já classificados por Estado. \| |                    |
| Iranduba | \| Santos Vitória Flamengo Ferroviária Foz Cataratas Iranduba Rio Preto São Francisco São José Vitória-PE Corinthians Audax Grêmio Kindermann Ponte Preta SportLocalização dos times já classificados por Estado. \| | \| Santos Vitória Flamengo Ferroviária Foz Cataratas Iranduba Rio Preto São Francisco São José Vitória-PE Corinthians Audax Grêmio Kindermann Ponte Preta SportLocalização dos times já classificados por Estado. \| | \| Santos Vitória Flamengo Ferroviária Foz Cataratas Iranduba Rio Preto São Francisco São José Vitória-PE Corinthians Audax Grêmio Kindermann Ponte Preta SportLocalização dos times já classificados por Estado. \| | \| Santos Vitória Flamengo Ferroviária Foz Cataratas Iranduba Rio Preto São Francisco São José Vitória-PE Corinthians Audax Grêmio Kindermann Ponte Preta SportLocalização dos times já classificados por Estado. \| | Kiendermann        |
| Colina | \| Santos Vitória Flamengo Ferroviária Foz Cataratas Iranduba Rio Preto São Francisco São José Vitória-PE Corinthians Audax Grêmio Kindermann Ponte Preta SportLocalização dos times já classificados por Estado. \| | \| Santos Vitória Flamengo Ferroviária Foz Cataratas Iranduba Rio Preto São Francisco São José Vitória-PE Corinthians Audax Grêmio Kindermann Ponte Preta SportLocalização dos times já classificados por Estado. \| | \| Santos Vitória Flamengo Ferroviária Foz Cataratas Iranduba Rio Preto São Francisco São José Vitória-PE Corinthians Audax Grêmio Kindermann Ponte Preta SportLocalização dos times já classificados por Estado. \| | \| Santos Vitória Flamengo Ferroviária Foz Cataratas Iranduba Rio Preto São Francisco São José Vitória-PE Corinthians Audax Grêmio Kindermann Ponte Preta SportLocalização dos times já classificados por Estado. \| | Carlos A. C. Neves |
| Capacidade: 10 000 | \| Santos Vitória Flamengo Ferroviária Foz Cataratas Iranduba Rio Preto São Francisco São José Vitória-PE Corinthians Audax Grêmio Kindermann Ponte Preta SportLocalização dos times já classificados por Estado. \| | \| Santos Vitória Flamengo Ferroviária Foz Cataratas Iranduba Rio Preto São Francisco São José Vitória-PE Corinthians Audax Grêmio Kindermann Ponte Preta SportLocalização dos times já classificados por Estado. \| | \| Santos Vitória Flamengo Ferroviária Foz Cataratas Iranduba Rio Preto São Francisco São José Vitória-PE Corinthians Audax Grêmio Kindermann Ponte Preta SportLocalização dos times já classificados por Estado. \| | \| Santos Vitória Flamengo Ferroviária Foz Cataratas Iranduba Rio Preto São Francisco São José Vitória-PE Corinthians Audax Grêmio Kindermann Ponte Preta SportLocalização dos times já classificados por Estado. \| | Capacidade: 6 500  |
| | \| Santos Vitória Flamengo Ferroviária Foz Cataratas Iranduba Rio Preto São Francisco São José Vitória-PE Corinthians Audax Grêmio Kindermann Ponte Preta SportLocalização dos times já classificados por Estado. \| | \| Santos Vitória Flamengo Ferroviária Foz Cataratas Iranduba Rio Preto São Francisco São José Vitória-PE Corinthians Audax Grêmio Kindermann Ponte Preta SportLocalização dos times já classificados por Estado. \| | \| Santos Vitória Flamengo Ferroviária Foz Cataratas Iranduba Rio Preto São Francisco São José Vitória-PE Corinthians Audax Grêmio Kindermann Ponte Preta SportLocalização dos times já classificados por Estado. \| | \| Santos Vitória Flamengo Ferroviária Foz Cataratas Iranduba Rio Preto São Francisco São José Vitória-PE Corinthians Audax Grêmio Kindermann Ponte Preta SportLocalização dos times já classificados por Estado. \| |                    |
| Ponte Preta | \| Santos Vitória Flamengo Ferroviária Foz Cataratas Iranduba Rio Preto São Francisco São José Vitória-PE Corinthians Audax Grêmio Kindermann Ponte Preta SportLocalização dos times já classificados por Estado. \| | \| Santos Vitória Flamengo Ferroviária Foz Cataratas Iranduba Rio Preto São Francisco São José Vitória-PE Corinthians Audax Grêmio Kindermann Ponte Preta SportLocalização dos times já classificados por Estado. \| | \| Santos Vitória Flamengo Ferroviária Foz Cataratas Iranduba Rio Preto São Francisco São José Vitória-PE Corinthians Audax Grêmio Kindermann Ponte Preta SportLocalização dos times já classificados por Estado. \| | \| Santos Vitória Flamengo Ferroviária Foz Cataratas Iranduba Rio Preto São Francisco São José Vitória-PE Corinthians Audax Grêmio Kindermann Ponte Preta SportLocalização dos times já classificados por Estado. \| | Rio Preto          |
| Eugênio Franceschini | \| Santos Vitória Flamengo Ferroviária Foz Cataratas Iranduba Rio Preto São Francisco São José Vitória-PE Corinthians Audax Grêmio Kindermann Ponte Preta SportLocalização dos times já classificados por Estado. \| | \| Santos Vitória Flamengo Ferroviária Foz Cataratas Iranduba Rio Preto São Francisco São José Vitória-PE Corinthians Audax Grêmio Kindermann Ponte Preta SportLocalização dos times já classificados por Estado. \| | \| Santos Vitória Flamengo Ferroviária Foz Cataratas Iranduba Rio Preto São Francisco São José Vitória-PE Corinthians Audax Grêmio Kindermann Ponte Preta SportLocalização dos times já classificados por Estado. \| | \| Santos Vitória Flamengo Ferroviária Foz Cataratas Iranduba Rio Preto São Francisco São José Vitória-PE Corinthians Audax Grêmio Kindermann Ponte Preta SportLocalização dos times já classificados por Estado. \| | Anísio Haddad      |
| Capacidade: 1 800 | \| Santos Vitória Flamengo Ferroviária Foz Cataratas Iranduba Rio Preto São Francisco São José Vitória-PE Corinthians Audax Grêmio Kindermann Ponte Preta SportLocalização dos times já classificados por Estado. \| | \| Santos Vitória Flamengo Ferroviária Foz Cataratas Iranduba Rio Preto São Francisco São José Vitória-PE Corinthians Audax Grêmio Kindermann Ponte Preta SportLocalização dos times já classificados por Estado. \| | \| Santos Vitória Flamengo Ferroviária Foz Cataratas Iranduba Rio Preto São Francisco São José Vitória-PE Corinthians Audax Grêmio Kindermann Ponte Preta SportLocalização dos times já classificados por Estado. \| | \| Santos Vitória Flamengo Ferroviária Foz Cataratas Iranduba Rio Preto São Francisco São José Vitória-PE Corinthians Audax Grêmio Kindermann Ponte Preta SportLocalização dos times já classificados por Estado. \| | Capacidade: 14 126 |
| | \| Santos Vitória Flamengo Ferroviária Foz Cataratas Iranduba Rio Preto São Francisco São José Vitória-PE Corinthians Audax Grêmio Kindermann Ponte Preta SportLocalização dos times já classificados por Estado. \| | \| Santos Vitória Flamengo Ferroviária Foz Cataratas Iranduba Rio Preto São Francisco São José Vitória-PE Corinthians Audax Grêmio Kindermann Ponte Preta SportLocalização dos times já classificados por Estado. \| | \| Santos Vitória Flamengo Ferroviária Foz Cataratas Iranduba Rio Preto São Francisco São José Vitória-PE Corinthians Audax Grêmio Kindermann Ponte Preta SportLocalização dos times já classificados por Estado. \| | \| Santos Vitória Flamengo Ferroviária Foz Cataratas Iranduba Rio Preto São Francisco São José Vitória-PE Corinthians Audax Grêmio Kindermann Ponte Preta SportLocalização dos times já classificados por Estado. \| |                    |
| Santos | \| Santos Vitória Flamengo Ferroviária Foz Cataratas Iranduba Rio Preto São Francisco São José Vitória-PE Corinthians Audax Grêmio Kindermann Ponte Preta SportLocalização dos times já classificados por Estado. \| | \| Santos Vitória Flamengo Ferroviária Foz Cataratas Iranduba Rio Preto São Francisco São José Vitória-PE Corinthians Audax Grêmio Kindermann Ponte Preta SportLocalização dos times já classificados por Estado. \| | \| Santos Vitória Flamengo Ferroviária Foz Cataratas Iranduba Rio Preto São Francisco São José Vitória-PE Corinthians Audax Grêmio Kindermann Ponte Preta SportLocalização dos times já classificados por Estado. \| | \| Santos Vitória Flamengo Ferroviária Foz Cataratas Iranduba Rio Preto São Francisco São José Vitória-PE Corinthians Audax Grêmio Kindermann Ponte Preta SportLocalização dos times já classificados por Estado. \| | São Francisco      |
| Vila Belmiro | \| Santos Vitória Flamengo Ferroviária Foz Cataratas Iranduba Rio Preto São Francisco São José Vitória-PE Corinthians Audax Grêmio Kindermann Ponte Preta SportLocalização dos times já classificados por Estado. \| | \| Santos Vitória Flamengo Ferroviária Foz Cataratas Iranduba Rio Preto São Francisco São José Vitória-PE Corinthians Audax Grêmio Kindermann Ponte Preta SportLocalização dos times já classificados por Estado. \| | \| Santos Vitória Flamengo Ferroviária Foz Cataratas Iranduba Rio Preto São Francisco São José Vitória-PE Corinthians Audax Grêmio Kindermann Ponte Preta SportLocalização dos times já classificados por Estado. \| | \| Santos Vitória Flamengo Ferroviária Foz Cataratas Iranduba Rio Preto São Francisco São José Vitória-PE Corinthians Audax Grêmio Kindermann Ponte Preta SportLocalização dos times já classificados por Estado. \| | Junqueira Ayres    |
| Capacidade: 16 068 | \| Santos Vitória Flamengo Ferroviária Foz Cataratas Iranduba Rio Preto São Francisco São José Vitória-PE Corinthians Audax Grêmio Kindermann Ponte Preta SportLocalização dos times já classificados por Estado. \| | \| Santos Vitória Flamengo Ferroviária Foz Cataratas Iranduba Rio Preto São Francisco São José Vitória-PE Corinthians Audax Grêmio Kindermann Ponte Preta SportLocalização dos times já classificados por Estado. \| | \| Santos Vitória Flamengo Ferroviária Foz Cataratas Iranduba Rio Preto São Francisco São José Vitória-PE Corinthians Audax Grêmio Kindermann Ponte Preta SportLocalização dos times já classificados por Estado. \| | \| Santos Vitória Flamengo Ferroviária Foz Cataratas Iranduba Rio Preto São Francisco São José Vitória-PE Corinthians Audax Grêmio Kindermann Ponte Preta SportLocalização dos times já classificados por Estado. \| | Capacidade: 3 000  |
| | \| Santos Vitória Flamengo Ferroviária Foz Cataratas Iranduba Rio Preto São Francisco São José Vitória-PE Corinthians Audax Grêmio Kindermann Ponte Preta SportLocalização dos times já classificados por Estado. \| | \| Santos Vitória Flamengo Ferroviária Foz Cataratas Iranduba Rio Preto São Francisco São José Vitória-PE Corinthians Audax Grêmio Kindermann Ponte Preta SportLocalização dos times já classificados por Estado. \| | \| Santos Vitória Flamengo Ferroviária Foz Cataratas Iranduba Rio Preto São Francisco São José Vitória-PE Corinthians Audax Grêmio Kindermann Ponte Preta SportLocalização dos times já classificados por Estado. \| | \| Santos Vitória Flamengo Ferroviária Foz Cataratas Iranduba Rio Preto São Francisco São José Vitória-PE Corinthians Audax Grêmio Kindermann Ponte Preta SportLocalização dos times já classificados por Estado. \| |                    |
| | São José | Sport | Vitória | Vitória das Tabocas |                    |
| Martins Pereira | Ilha do Retiro | Barradão | Ewerson Simões | |                    |
| Capacidade: 16 500 | Capacidade: 32 983 | Capacidade: 34 535 | Capacidade: 5 000 | |                    |
| | | | | |                    |
| Santos Vitória Flamengo Ferroviária Foz Cataratas Iranduba Rio Preto São Francisco São José Vitória-PE Corinthians Audax Grêmio Kindermann Ponte Preta SportLocalização dos times já classificados por Estado. | | | | |                    |

## Primeira fase

### Grupo 1
| Pos | Equipes             | Pts | J  | V  | E | D  | GP | GC | SG  | Classificação ou rebaixamento           |
| --- | ------------------- | --- | -- | -- | - | -- | -- | -- | --- | --------------------------------------- |
| 1   | Corinthians         | 37  | 14 | 12 | 1 | 1  | 46 | 7  | +39 | Zona de classificação à próxima fase    |
| 2   | Iranduba            | 36  | 14 | 12 | 0 | 2  | 31 | 10 | +21 | Zona de classificação à próxima fase    |
| 3   | KindermannP         | 21  | 14 | 7  | 3 | 4  | 27 | 11 | +16 | Zona de classificação à próxima fase    |
| 4   | Audax               | 21  | 14 | 6  | 3 | 5  | 22 | 27 | –5  | Zona de classificação à próxima fase    |
| 5   | Sport               | 21  | 14 | 5  | 6 | 3  | 18 | 12 | +6  |                                         |
| 6   | Vitória das Tabocas | 9   | 14 | 2  | 3 | 9  | 18 | 38 | –20 |                                         |
| 7   | São Francisco EC    | 7   | 14 | 2  | 1 | 11 | 12 | 40 | –28 |                                         |
| 8   | Grêmio              | 4   | 14 | 1  | 1 | 12 | 5  | 34 | –29 | Zona de rebaixamento à Série A2 de 2018 |

PO Kindermann foi punido pelo STJD com a perda de 3 pontos por escalação de jogadora irregular.

### Confrontos
|                     | AUD | COR | GRE | IRA | KIN | SFR  | SPO | VIT |
| ------------------- | --- | --- | --- | --- | --- | ---- | --- | --- |
| Audax               | —   | 1–5 | 1–0 | 2–6 | 1–1 | 3–2  | 1–1 | 3–3 |
| Corinthians         | 1–0 | —   | 4–1 | 1–0 | 3–2 | 10–0 | 1–0 | 7–1 |
| Grêmio              | 1–2 | 0–5 | —   | 0–1 | 0–5 | 1–3  | 0–1 | 1–0 |
| Iranduba            | 3–1 | 1–0 | 4–0 | —   | 0–2 | 2–1  | 1–0 | 5–1 |
| Kindermann          | 0–2 | 1–2 | 2–0 | 0–2 | —   | 4–0  | 0–0 | 3–0 |
| São Francisco       | 0–1 | 0–4 | 3–0 | 0–1 | 0–3 | —    | 0–2 | 1–1 |
| Sport               | 2–1 | 0–0 | 1–1 | 0–2 | 1–1 | 5–1  | —   | 2–2 |
| Vitória das Tabocas | 2–3 | 0–3 | 2–0 | 2–3 | 0–3 | 3–1  | 1–3 | —   |

     Vitória do mandante
     Vitória do visitante
     Empate

### Grupo 2
| Pos | Equipes       | Pts | J  | V  | E | D  | GP | GC | SG  | Classificação ou rebaixamento           |
| --- | ------------- | --- | -- | -- | - | -- | -- | -- | --- | --------------------------------------- |
| 1   | Santos        | 34  | 14 | 11 | 1 | 2  | 28 | 10 | +18 | Zona de classificação à próxima fase    |
| 2   | Rio Preto     | 31  | 14 | 10 | 1 | 3  | 37 | 13 | +24 | Zona de classificação à próxima fase    |
| 3   | Flamengo      | 25  | 14 | 8  | 1 | 5  | 26 | 14 | +12 | Zona de classificação à próxima fase    |
| 4   | Ferroviária   | 20  | 14 | 6  | 2 | 6  | 21 | 21 | 0   | Zona de classificação à próxima fase    |
| 5   | Foz Cataratas | 19  | 14 | 6  | 1 | 7  | 23 | 24 | –1  |                                         |
| 6   | São José-SP   | 18  | 14 | 5  | 3 | 6  | 17 | 20 | –3  |                                         |
| 7   | Ponte Preta   | 13  | 14 | 4  | 1 | 9  | 10 | 26 | –16 |                                         |
| 8   | Vitória       | 2   | 14 | 0  | 2 | 12 | 7  | 41 | –34 | Zona de rebaixamento à Série A2 de 2018 |

### Confrontos
|               | FER | FLA | FOZ | PON | RPR | SAN | SJO | VIT |
| ------------- | --- | --- | --- | --- | --- | --- | --- | --- |
| Ferroviária   | —   | 1–0 | 3–2 | 0–1 | 0–3 | 1–1 | 0–2 | 5–1 |
| Flamengo      | 2–0 | —   | 5–2 | 3–0 | 2–3 | 1–2 | 1–0 | 3–0 |
| Foz Cataratas | 0–1 | 0–1 | —   | 2–1 | 1–2 | 1–0 | 4–1 | 3–0 |
| Ponte Preta   | 0–3 | 3–1 | 1–3 | —   | 0–2 | 0–2 | 0–1 | 2–0 |
| Rio Preto     | 2–3 | 1–3 | 3–1 | 5–0 | —   | 1–0 | 4–1 | 7–0 |
| Santos        | 2–1 | 2–1 | 3–0 | 3–0 | 1–0 | —   | 4–1 | 3–1 |
| São José      | 3–1 | 0–0 | 1–2 | 1–1 | 1–1 | 1–2 | —   | 2–0 |
| Vitória       | 2–2 | 0–3 | 2–2 | 0–1 | 0–3 | 1–3 | 0–2 | —   |

     Vitória do mandante
     Vitória do visitante
     Empate

### Desempenho por rodada
Clubes que lideraram o campeonato ao final de cada rodada:
|         | 1   | 2   | 3   | 4   | 5   | 6   | 7   | 8   | 9   | 10  | 11  | 12  | 13  | 14  |
| Grupo 1 | COR | COR | COR | IRA | IRA | IRA | IRA | IRA | COR | IRA | IRA | IRA | IRA | COR |
| Grupo 2 | SAN | FLA | RPR | RPR | RPR | RPR | RPR | RPR | RPR | RPR | RPR | RPR | SAN | SAN |

Clubes que ficaram na última posição do campeonato ao final de cada rodada:
|         | 1   | 2   | 3   | 4   | 5   | 6   | 7   | 8   | 9   | 10  | 11  | 12  | 13  | 14  |
| Grupo 1 | SFR | SFR | SFR | SFR | SFR | VIT | VIT | VIT | VIT | VIT | VIT | GRE | GRE | GRE |
| Grupo 2 | FOZ | VIT | VIT | VIT | VIT | VIT | VIT | VIT | VIT | VIT | VIT | VIT | VIT | VIT |

## Fase final
Em itálico, os times que possuem o mando de campo no primeiro jogo do confronto e em negrito os times classificados.
|  | Quartas-de-final | Quartas-de-final | Quartas-de-final | Quartas-de-final |   |                  | Semifinais               | Semifinais               | Semifinais               | Semifinais               |  |             | Final            | Final            | Final            | Final            |  |  |
|  | 15 a 22 de junho | 15 a 22 de junho | 15 a 22 de junho | 15 a 22 de junho |   |                  | 29 de junho a 9 de julho | 29 de junho a 9 de julho | 29 de junho a 9 de julho | 29 de junho a 9 de julho |  |             | 13 e 20 de julho | 13 e 20 de julho | 13 e 20 de julho | 13 e 20 de julho |  |  |
|  |                  |                  |                  |                  |   |                  |                          |                          |                          |                          |  |             |                  |                  |                  |                  |  |  |
|  | Ferroviária      | 1                | 0                | 1                |   |                  |                          |                          |                          |                          |  |             |                  |                  |                  |                  |  |  |
|  | Corinthians      | 2                | 4                | 6                |   |                  |                          |                          |                          |                          |  |             |                  |                  |                  |                  |  |  |
|  | Corinthians      | 2                | 4                | 6                |   | Corinthians (gf) | 1                        | 1                        | 2                        |                          |  |             |                  |                  |                  |                  |  |  |
|  |                  |                  |                  |                  |   | Corinthians (gf) | 1                        | 1                        | 2                        |                          |  |             |                  |                  |                  |                  |  |  |
|  |                  | Rio Preto        | 2                | 0                | 2 |                  |                          |                          |                          |                          |  |             |                  |                  |                  |                  |  |  |
|  | Kindermann       | Rio Preto        | 2                | 0                | 2 | 0                | 1                        | 1                        |                          |                          |  |             |                  |                  |                  |                  |  |  |
|  | Kindermann       |                  |                  |                  |   | 0                | 1                        | 1                        |                          |                          |  |             |                  |                  |                  |                  |  |  |
|  | Rio Preto        | 1                | 1                | 2                |   |                  |                          |                          |                          |                          |  |             |                  |                  |                  |                  |  |  |
|  | Rio Preto        | 1                | 1                | 2                |   |                  |                          |                          |                          |                          |  | Corinthians | 0                | 0                | 0                |                  |  |  |
|  |                  |                  |                  |                  |   |                  |                          |                          |                          |                          |  | Corinthians | 0                | 0                | 0                |                  |  |  |
|  |                  | Santos           | 2                | 1                | 3 |                  |                          |                          |                          |                          |  |             |                  |                  |                  |                  |  |  |
|  | Flamengo         | Santos           | 2                | 1                | 3 | 2                | 1                        | 3                        |                          |                          |  |             |                  |                  |                  |                  |  |  |
|  | Flamengo         |                  |                  |                  |   | 2                | 1                        | 3                        |                          |                          |  |             |                  |                  |                  |                  |  |  |
|  | Iranduba (gf)    | 2                | 1                | 3                |   |                  |                          |                          |                          |                          |  |             |                  |                  |                  |                  |  |  |
|  | Iranduba (gf)    | 2                | 1                | 3                |   | Iranduba         | 1                        | 2                        | 3                        |                          |  |             |                  |                  |                  |                  |  |  |
|  |                  |                  |                  |                  |   | Iranduba         | 1                        | 2                        | 3                        |                          |  |             |                  |                  |                  |                  |  |  |
|  |                  | Santos           | 2                | 3                | 5 |                  |                          |                          |                          |                          |  |             |                  |                  |                  |                  |  |  |
|  | Audax            | Santos           | 2                | 3                | 5 | 0                | 0                        | 0                        |                          |                          |  |             |                  |                  |                  |                  |  |  |
|  | Audax            |                  |                  |                  |   | 0                | 0                        | 0                        |                          |                          |  |             |                  |                  |                  |                  |  |  |
|  | Santos           | 3                | 0                | 3                |   |                  |                          |                          |                          |                          |  |             |                  |                  |                  |                  |  |  |

## Premiação
| Campeonato Brasileiro Feminino 2017 Série A1 |
| São Paulo                                    |
| -------------------------------------------- |
| SANTOS Campeão (1º título)                   |

## Artilharia
Atualizado até 20 de julho de 2017
| Pos. | Jogador          | Equipe              | Gols |
| ---- | ---------------- | ------------------- | ---- |
| 1    | Soledad Jaimes   | Santos              | 18   |
| 2    | Byanca Brasil    | Corinthians         | 15   |
| 3    | Gabi Nunes       | Corinthians         | 12   |
| 3    | Darlene          | Rio Preto           | 12   |
| 5    | Raquel           | Ferroviária         | 9    |
| 6    | Verónica Riveros | Foz Cataratas       | 8    |
| 6    | Carla            | Audax               | 8    |
| 6    | Ketlen           | Santos              | 8    |
| 9    | Camila           | Foz Cataratas       | 7    |
| 10   | Tabatha          | Ferroviária         | 6    |
| 10   | Giovanna         | Kindermann          | 6    |
| 10   | Glaucia          | Iranduba            | 6    |
| 10   | Paloma           | Vitória das Tabocas | 6    |
| 10   | Aline            | São Francisco EC    | 6    |
| 10   | Kamilla          | Iranduba            | 6    |
| 10   | Thamirys         | Vitória das Tabocas | 6    |
| 10   | Bárbara          | Flamengo            | 6    |
| 10   | Djeni            | Iranduba            | 6    |

## Classificação geral
| Pos | Times               | Pts | J  | V  | E | D  | GP | GC | SG  | Classificação                                                           |
| --- | ------------------- | --- | -- | -- | - | -- | -- | -- | --- | ----------------------------------------------------------------------- |
| 1   | Santos              | 50  | 20 | 16 | 2 | 2  | 39 | 13 | +26 | Campeão e classificado à Libertadores de 2018                           |
| 2   | Corinthians         | 46  | 20 | 15 | 1 | 4  | 54 | 13 | +41 | Vice-campeão                                                            |
| 3   | Rio Preto           | 38  | 18 | 12 | 2 | 4  | 41 | 16 | +25 | Eliminados nas semifinais                                               |
| 4   | Iranduba            | 38  | 18 | 12 | 2 | 4  | 37 | 18 | +19 | Eliminados nas semifinais                                               |
| 5   | Flamengo            | 27  | 16 | 8  | 3 | 5  | 29 | 17 | +12 | Eliminados nas quartas-de-finais                                        |
| 6   | Kindermann1         | 22  | 16 | 7  | 4 | 5  | 28 | 13 | +15 | Eliminados nas quartas-de-finais                                        |
| 7   | Audax               | 22  | 16 | 6  | 4 | 6  | 22 | 30 | –8  | Eliminados nas quartas-de-finais e classificado à Libertadores de 20182 |
| 8   | Ferroviária         | 20  | 16 | 6  | 2 | 6  | 22 | 27 | –5  | Eliminados nas quartas-de-finais                                        |
| 9   | Sport               | 21  | 14 | 5  | 6 | 3  | 18 | 12 | +6  | Eliminados na primeira fase                                             |
| 10  | Foz Cataratas       | 19  | 14 | 6  | 1 | 7  | 23 | 24 | –1  | Eliminados na primeira fase                                             |
| 11  | São José-SP         | 18  | 14 | 5  | 3 | 6  | 17 | 20 | –3  | Eliminados na primeira fase                                             |
| 12  | Ponte Preta         | 13  | 14 | 4  | 1 | 9  | 10 | 26 | –16 | Eliminados na primeira fase                                             |
| 13  | Vitória das Tabocas | 9   | 14 | 2  | 3 | 9  | 18 | 38 | –20 | Eliminados na primeira fase                                             |
| 14  | São Francisco EC    | 7   | 14 | 2  | 1 | 11 | 12 | 40 | –28 | Eliminados na primeira fase                                             |
| 15  | Grêmio              | 4   | 14 | 1  | 1 | 12 | 5  | 34 | –29 | Rebaixados à Série A2 de 2018                                           |
| 16  | Vitória             | 2   | 14 | 0  | 2 | 12 | 7  | 41 | –34 | Rebaixados à Série A2 de 2018                                           |

1O Kindermann foi punido pelo STJD com a perda de 3 pontos por escalação de jogadora irregular.

2O Audax tem vaga garantida na Copa Libertadores de 2018 por ser campeão da Copa Libertadores de 2017.